# Леборн, Эме Амбруаз Симон
Эме Амбруаз Симон Леборн (фр. Aime Ambroise Simon Leborne; 29 декабря 1797, Брюссель — 1 апреля 1866, Париж) — французский композитор и музыкальный педагог. Предок Фернана Ле Борна.
Учился в Парижской консерватории у Луиджи Керубини и Виктора Дурлена. В 1820 г. был удостоен Римской премии за кантату «Софонисба». В дальнейшем преподавал в ней сам, вёл занятия по контрапункту, а с 1836 г. и класс композиции, перешедший к Леборну после смерти Антонина Рейхи; среди его учеников были, в частности, Сезар Франк, Викторен де Жонсьер, Мари Габриэль Огюстен Савар, Жюль Лоран Дюпрато, Жан-Анри Равина и др. Кроме того, Леборн ведал библиотекой Парижской оперы и изготовлением копий принятых к постановке сочинений. Подготовил переиздание «Курса гармонии» Кателя (1848), внеся в него ряд дополнений. Автор комических опер «Два Фигаро» (фр. Les deux Figaros; 1827, в соавторстве с Микеле Карафа), «Лагерь золотой парчи» (фр. Le camp du Drap d'or; 1828, либретто Поля де Кока, в соавторстве с Дезире Александром Баттоном и Виктором Рифо), «Пять лет антракта» (фр. Cinq ans d'entr'acte; 1833), «Который?» (фр. Lequel?; 1838).
Кавалер Ордена Почётного Легиона (1853).